# Talalpsee
Der Talalpsee (auch Talsee) ist ein See oberhalb Filzbach im Schweizer Kanton Glarus.
Der See liegt auf 1084 m ü. M., umrahmt von den steilen Bergflanken des Nüenchamms im Westen und des Mürtschenstocks im Osten. Zwei Kilometer talaufwärts liegt ein weiterer Bergsee, der Spaneggsee (1424 m ü. M.).
Der See ist ein Naturschutzgebiet und im Bundesinventar der Amphibienlaichgebiete von nationaler Bedeutung verzeichnet.
In der Nähe des Sees liegt das nur im Sommer geöffnete Bergrestaurant Talalpsee.

## Zugang
Der See ist von der Bergstation der Sesselbahn Filzbach-Habergschwänd in ca. 30 Minuten zu Fuss erreichbar.

## Einzelnachweise

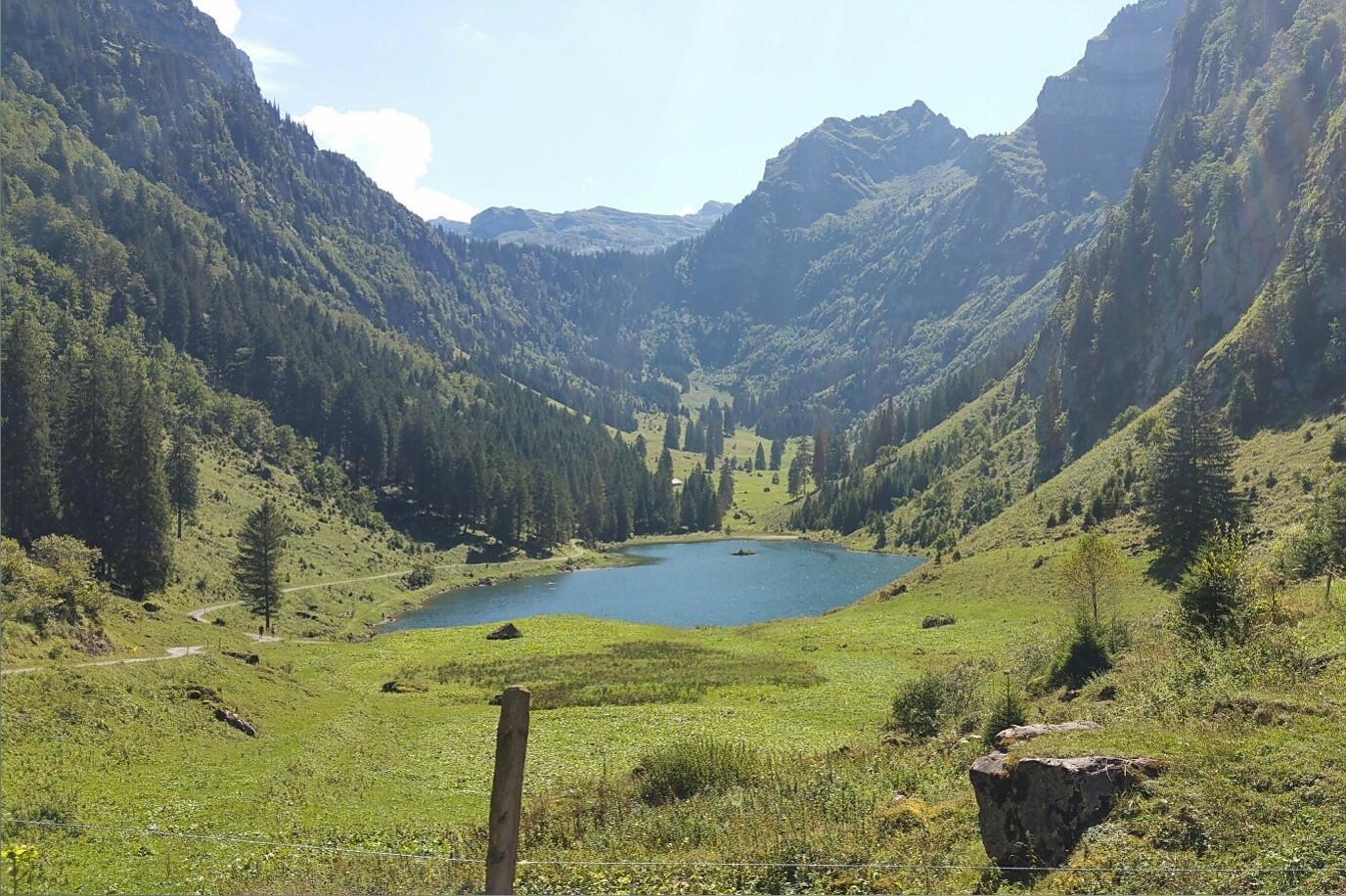
Talalpsee, Blick Richtung Süden